# Lekkoatletyka na Letnich Igrzyskach Olimpijskich 1896 – bieg na 1500 m
Bieg na 1500 metrów podczas Igrzysk odbył się 7 kwietnia. Do biegu zostało zgłoszonych 8 biegaczy z 5 państw.

## Medaliści
| Medal  | Zawodnik                       |
| ------ | ------------------------------ |
| Złoto  | Teddy Flack Australia          |
| Srebro | Arthur Blake Stany Zjednoczone |
| Brąz   | Albin Lermusiaux Francja       |

## Finał
Bieg na 1500 metrów został rozegrany 7 kwietnia, do wyścigu nie odbyły się żadne eliminacje. Do wyścigu wystartowało 8 zawodników: Flack z Australii, Blake ze Stanów Zjednoczonych, Francuz Lermusiaux, Niemiec Galle i czterech Greków (Fetsis, Golemis, Karakatsanis oraz Tompfor).
Grupa ośmiu zawodników biegła razem tylko przez pierwsze okrążenie, po 300 metrach przebiegniętych przez lidera Blake'a w czasie 52.2 czwórka greków straciła kontakt z czołówką. Po 700 metrach z czasem 2:08.2 wciąż prowadził Amerykanin. Na trzecim okrążeniu prowadzenie objął Francuz Lermusiaux, który 1100 metrów przebiegł w czasie 3:25.2. Gdy rozpoczęło się ostatnie okrążenie do ataku ruszyli Blake i Flack, którzy nie mieli problemu z wyprzedzeniem Lermusiaux i oddaleniem się od niego na bezpieczną odległość. Wyścig wygrał Australijczyk z czasem 4:33.2 i przewagą około 5 metrów nad Blake'iem, trzeci dobiegł Francuz ze stratą kolejnych 15 metrów. Czwarty wyścig zakończył Galle, ostatnie 4 pozycje zajęli Grecy.
Liderzy na międzyczasach
| Dystans | Lider            | Czas   |
| ------- | ---------------- | ------ |
| 300 m   | Arthur Blake     | 52,2   |
| 700 m   | Arthur Blake     | 2:08,2 |
| 1100 m  | Albin Lermusiaux | 3:25,2 |

Wyniki końcowe
| lp.   | Zawodnik                  | Kraj                 | Wynik    | Uwagi |
| ----- | ------------------------- | -------------------- | -------- | ----- |
| 1.    | Teddy Flack               | Australia            | 4:33.2   |       |
| 2.    | Arthur Blake              | Stany Zjednoczone    | 4:33.6   |       |
| 3.    | Albin Lermusiaux          | Francja              | 4:36.0   |       |
| 4.    | Carl Galle                | Cesarstwo Niemieckie | 4:39.0   |       |
| 5.    | Angelos Fetsis            | Królestwo Grecji     | nieznany |       |
| 6.    | Dimitrios Golemis         | Królestwo Grecji     | nieznany |       |
| 7.-8. | Konstandinos Karakatsanis | Królestwo Grecji     | nieznany |       |
| 7.-8. | Dimitrios Tombrof         | Królestwo Grecji     | nieznany |       |